# متخصص مدیریت پروژه

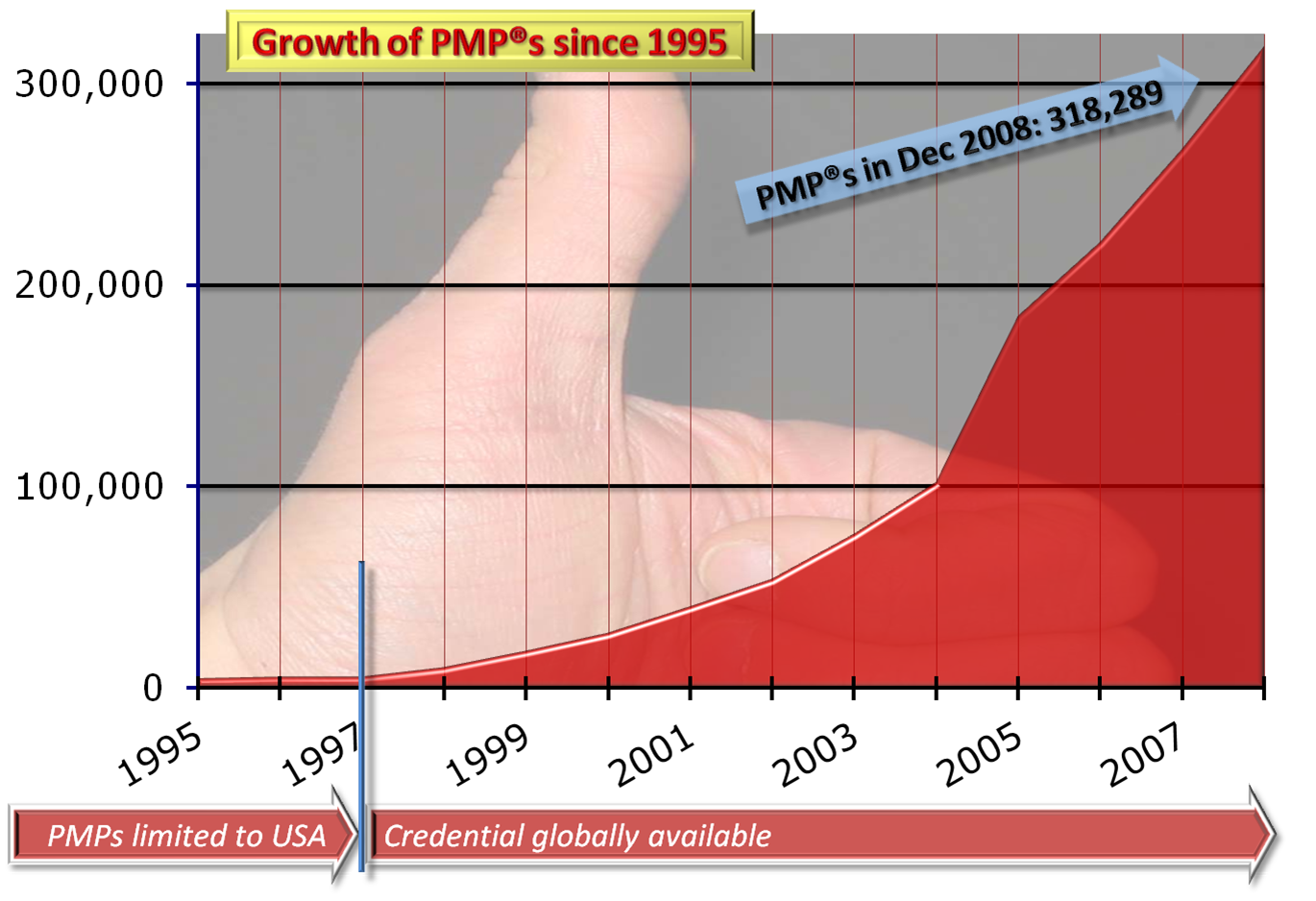
تصویر متخصص مدیریت پروژه

متخصص مدیریت پروژه (به انگلیسی: PMP) مخفف Project Management Professional یکی از گواهی‌نامه اعتبارنامه هایی است که موسسه مدیریت پروژه به افرادی که پیش‌نیازهای آن را داشته باشند و در آزمون مرتبط با آن نیز قبول شده باشند ارائه می‌کند.

## گواهی نامه حرفه‌ای و بین‌المللی PMP
در راستای فعالیت‌ها و برنامه‌های اشاعه و گسترش دانش روز مدیریت پروژه، موسسه مدیریت پروژه ®PMI برای مدیران مجرب پروژه در سراسر جهان گواهینامه‌ای را منظور نموده است که پس از طی مراحل شایستگی و سپس قبولی در آزمون حرفه‌ای مدیریت پروژه، گواهینامه ®Project Management Professional: PMP را به ایشان اعطا می‌نماید. تسلط بر مفاهیم آخرین نگارش کتاب پم باک، یا بعبارت دیگر استاندارد مدیریت پروژه، پیش شرط اصلی برای موفقیت در آزمون و کسب مدرک فوق می‌باشد.
گواهینامه مدیریت حرفه‌ای پروژه (PMP) یکی از معتبرترین گواهینامه‌هایی است که از سوی موسسه Project Management Institute PMI صادر می‌شود. این گواهینامه اثبات می‌کند که فرد تجربه کامل رهبری و دانش کافی برای مدیریت پروژه‌ها را دارد، همچنین به مشاغل حوزه مدیریت در صنایع مختلف قدرت می‌دهد و به سازمان‌ها این امکان را می‌دهد تا افرادی را بیابند که می‌توانند هوشمندانه‌تر کار کنند و عملکرد بهتری داشته باشند.
®PMP بدون تردید شناخته شده‌ترین و معتبرترین گواهینامه‌ای است که در زمینه مدیریت پروژه در سطح جهان مطرح می‌باشد و به منزله استانداردی مهم برای مدیران پروژه به حساب می‌آید.
دارنده مدرک ®PMP به عنوان فرد متخصص و صاحب نظر در مدیریت پروژه شناخته می‌شود. اکنون در اکثر قریب به اتفاق کمپانی‌های بزرگ جهان داشتن این مدرک برای مدیران پروژه یک الزام قطعی می‌باشد.
گواهینامه‌ای که ®PMI به سطوح پایین‌تر از مدیران نظیر دستیاران و همکاران و نیز اعضای فعال تیم پروژه با تجارب مستقیم کاری در پروژه اعطا می‌نماید، در جای خود از اعتبار جهانی بهره‌مند بوده که پس از طی مراحل شایستگی و نیز قبولی در آزمون مربوطه، داوطلب گواهینامه ®Certified Associate in Project Management: CAMP را دریافت خواهد نمود.

## موادآزمون
منبع اصلی آزمون استاندارد پم‌باک است، ولی به آن محدود نمی‌شود. منابع آزمون محدود و مشخص نیستند و عملاً پاسخ‌گویی به سؤال‌ها نیاز به تجربه مدیریت پروژه نیز دارد.

## پیش‌نیازهای آزمون
داوطلبان برای شرکت در این آزمون می‌بایستی علاوه بر پایبندی به اصول اخلاق حرفه‌ای، شرایط ذیل را دارا باشند:
افراد دارای مدرک لیسانس یا بالاتر:
تجربه مفید کاری به عنوان مدیر یا همکاری در راهبری پروژه به مدت حداقل ۴۵۰۰ ساعت (لااقل ۳۶ ماه در طول ۸ ساله قبل از داوطلب شدن) بدون احتساب مدیریت پروژه‌های موازی و همزمان.افراد دارای مدرک دیپلم و فوق دیپلم:
تجربه مفید کاری به عنوان مدیر یا همکاری در راهبری پروژه به مدت حداقل ۷۵۰۰ ساعت (لااقل ۶۰ ماه در طول ۸ ساله قبل از داوطلب شدن) بدون احتساب مدیریت پروژه‌های موازی و همزمان.برای کلیه داوطلبان شرکت در آزمون:
گواهینامه شرکت در دوره‌های آموزشی مدیریت پروژه نظیر آموزش دهنده‌های مجاز (R.E.P. ®: Registered Education Provider) از طرف ®PMI و کسب حداقل ۳۵ امتیاز (Professional Development Unit:(PDU
در اینجا لازم به توضیح می‌باشد که آزمون حرفه‌ای مدیریت پروژه ®PMP را شرکت برگزارکننده آزمونی به نام Prometric از طرف ®PMI برگزار می‌نماید. هر زمان که داوطلب مراحل شایستگی برای حضور در آزمون را در نزد ®PMI با موفقیت طی نمود، ®PMI به داوطلب شماره‌ای را اعلام می‌نماید که وی فقط با همین (Eligibility Number) شماره شایستگی قادر به تعیین محل و زمان آزمون خود در سایت شرکت Prometric خواهد بود.

## مشخصات آزمون
آزمون ®PMP (در حال حاضر) در قالب یک امتحان ۴ ساعته با ۲۰۰ سؤال ۴ جوابی توسط ®PMI به صورت کتبی یا بر روی مانیتور در مراکز مؤسسه Prometric برگزار می‌شوند. پاسخ‌ها نمره منفی ندارند و در نتیجه بهتر است که هیچ سؤالی بی‌جواب نماند.
برای پاسخ در سیستم جدید ارزیابی حد قبولی اعلام نمی‌شود و قبول یا ردشدن افراد بر اساس پارامترهای پیچیده‌تری مشخص می‌گردند. با این حال حد قبولی همچنان در حدود ۶۱٪ قرار دارد.
مؤسسه Prometric در اکثر کشورها شعبه دارد، ولی در ایران شعبه‌ای ندارد. بسیاری از داوطلبان برای شرکت در آزمون به کشورهای همسایه سفر می‌کنند.شرکت در آزمون در حدود ۵۵۰ دلار هزینه دارد، که در صورت عضویت در سایت (۱۳۹ دلار) و ثبت نام آزمون (۴۰۵ دلار) علاوه بر استفاده از مزایای عضویت ۱ ساله، هزینه کمتری نیز پرداخت می‌گردد. در صورت عدم موفقیت در آزمون، هزینه مجدد آن (۲۷۵ دلار) می‌باشد و شرکت‌کننده تنها می‌تواند ۳ بار این آزمون را در بازه زمانی یکساله انجام دهد و در صورت آنکه بار سوم نیز موفق نشود، می‌بایست به مدت یکسال منتظر بماند و از سال بعد، مجدد برای آزمون اقدام نماید.آزمون PMP